# Danielle Panabaker
Danielle Nicole Panabaker (Augusta, 19 settembre 1987) è un'attrice e regista statunitense, nota soprattutto per il ruolo di Caitlin Snow/Killer Frost nella serie televisiva The Flash.

## Biografia
Nasce ad Augusta, da Donna Mayock e Harold Panabaker. Ha una sorella minore Kay Panabaker, anch'ella attrice. A causa del lavoro del padre, passa un breve periodo della scuola materna in Pennsylvania. Nel 1999, all'età di 12 anni dopo aver frequentato un corso di recitazione ad un campo estivo, decide di cimentarsi nel mondo della recitazione.
Dopo essersi trasferita a Naperville nel 2000, frequenta la Indian Prairie School District 204, prima e la Neuqua Valley High, poi. L'anno successivo, all'età di 14 anni, si diploma al liceo. Nel 2003, assieme alla madre e alla sorella decide di trasferirsi a Los Angeles per intraprendere la carriera da attrice. Nel 2005, consegue la laurea comparendo nella Dean's list statunitense, l'anno seguente consegue la laurea con un Bachelor of Arts comparendo di nuovo nella Dean's list.

### Vita privata
Nel luglio 2016 annuncia il fidanzamento con l'avvocato Hayes Robbins, con il quale si sposa il 24 giugno 2017. La coppia ha avuto due figli: uno nato nel 2020 e uno nel 2022.

## Carriera
Inizia la sua carriera partecipando ad alcuni spot pubblicitari e con ruoli minori in televisione tra cui una parte in The Guardian, grazie alla quale vince un Young Artist Award nel 2004. Sempre nel 2004 ha recitato come protagonista nel film tv della Disney Channel Una star in periferia, con Brenda Song, mentre l'anno dopo è co-protagonista nel film comico-fantascientifico statunitense Sky High - Scuola di superpoteri, accanto a Kurt Russell e Michael Angarano. Nel 2006 torna a lavorare per la Disney, partecipando, insieme alla sorella Kay, al film tv Scrittrice per caso, interpretando Isabella, ed entra nel cast della serie della CBS Shark - Giustizia a tutti i costi, dove interpreta la figlia del protagonista James Woods. Nel 2009 le viene offerto un ruolo da co-protagonista nel film horrorVenerdì 13 (remake dell'omonimo film del 1980), cosa che si ripete anche l'anno dopo, dove prende parte ad altri due film horror, The Ward - Il reparto e La città verrà distrutta all'alba, per poi avere un ruolo più di rilievo nell'horror Piranha 3DD del 2012. Nel 2014 interpreta la dottoressa Caitlin Snow nella seconda stagione di Arrow, venendo successivamente inclusa nel cast della serie televisiva The Flash, nello stesso ruolo. Nel 2018 fa il suo debutto da regista nel quindicesimo episodio della quinta stagione di The Flash, per poi dirigerne anche altri nel corso delle successive stagioni.

## Filmografia

### Attrice

#### Cinema
- No Place Like Home, regia di Scott Winant (2003)
- Sky High - Scuola di superpoteri (Sky High), regia di Mike Mitchell (2005)
- Rule Number One, regia di David Presley (2005) - cortometraggio
- I tuoi, i miei e i nostri (Yours, Mine and Ours), regia di Raja Gosnell (2005)
- Mr. Brooks, regia di Bruce A. Evans (2007)
- Home of the Giants, regia di Rusty Gorman (2007)
- Venerdì 13 (Friday the 13th), regia di Marcus Nispel (2009)
- La città verrà distrutta all'alba (The Crazies), regia di Breck Eisner (2010)
- The Ward - Il reparto (The Ward), regia di John Carpenter (2010)
- The Shunning, regia di Michael Landon Jr. (2011)
- Weakness, regia di Michael Melamedoff (2011)
- Piranha 3DD, regia di John Gulager (2012)
- Girls Against Boys, regia di Austin Chick (2012)
- Deconstruction Red, regia di Jordan Alan (2013)
- Time Lapse, regia di Bradley King (2014)

#### Televisione
- Family Affair - serie TV, episodio 1x06 (2002)
- Una mamma single, regia di Don McBrearty (2003) - film TV
- The Bernie Mac Show - serie TV, episodio 2x13 (2003)
- Malcolm - serie TV, episodio 4x18 (2003)
- CSI - Scena del crimine (CSI: Crime Scene Investigation) - serie TV, episodio 3x22 (2003)
- The Guardian - serie TV, episodio 3x04 (2003)
- The Division - serie TV (2003)
- Una star in periferia (Stuck in the Suburbs), regia di Savage Steve Holland – film TV (2004)
- Il cuore di David, regia di Paul Hoen (2004) - film TV
- Mom at Sixteen, regia di Peter Werner (2005) - film TV
- Empire Falls - Le cascate del cuore (Empire Falls), regia di Fred Schepisi - miniserie TV (2005)
- Law & Order - Unità vittime speciali (Law & Order: Special Victims Unit) - serie TV, episodio 6x19 (2005)
- Summerland - serie TV, episodio 2x11-2x12 (2005)
- Scrittrice per caso (Read It and Weep), regia di Francine McDougall – film TV (2006)
- Shark - Giustizia a tutti i costi (Shark) - serie TV, 38 episodi (2006-2008)    Julienne Stark
- Eli Stone - serie TV, episodio 2x08 (2008)
- Grey's Anatomy - serie TV, episodio 6x10 (2009)
- Medium - serie TV, episodio 6x13 (2010)
- I Griffin - voce, episodio 8x15 (2010)
- Chase - serie TV, episodio 1x09 (2010)
- Terapia d'urto - serie TV, 6 episodi (2011-2013)
- Whose Team Are You On? - serie TV, 1 episodio (2011)
- Law & Order: LA - serie TV, episodio pilota (2011)
- Grimm - serie TV, episodio 1x14 (2012)
- Franklin & Bash - serie TV, episodio 2x06 (2012)
- Bones - serie TV, episodi 8x03-8x15 (2012)
- Nearlyweds, regia di Mark Griffiths (2013) - film TV
- Mad Men - serie TV, episodio 6x06 (2013)
- The Glades - serie TV, episodio 4x12 (2013)
- Justified - serie TV (2014)
- La cucina del cuore (Recope for Love), regia di Ron Oliver – film TV (2014)
- Arrow - serie TV, 3 episodi (2014)
- The Flash - serie TV, 150 episodi (2014-2023)
- Legends of Tomorrow - serie TV, episodio 2x08 (2016)
- Supergirl - serie TV, 1 episodio (2017)
- Il Natale di Joy (Christmas Joy), regia di Monika Mitchell (2018) - film TV

#### Doppiatrice
- I Griffin - voce di Hillary, 8x15

#### Regista
- The Flash - serie TV, episodi 5x18, 6x06, 7x14, 8x17, 9x09 (2019-2023)

## Doppiatrici italiane
Nelle versioni in italiano delle opere in cui ha recitato, Danielle Panabaker è stata doppiata da:
- Alessia Amendola in Una star in periferia, Sky High - Scuola di superpoteri, La città verrà distrutta all'alba, The Ward - Il reparto, Mr. Brooks, Eli Stone, Il cuore di David
- Perla Liberatori in Grey's Anatomy, Empire Falls - Le cascate del cuore, La cucina del cuore, Arrow, The Flash, Legends of Tomorrow, Supergirl
- Virginia Brunetti in I tuoi, i miei e i nostri, Chase, Una mamma single
- Eleonora Reti in Il Natale di Joy, Mad Men
- Maria Letizia Scifoni in Law & Order - Unità vittime speciali, Grimm
- Chiara Gioncardi in Venerdì 13, Terapia d'urto
- Federica De Bortoli in Scrittrice per caso
- Elena Liberati in CSI - scena del crimine
- Francesca Manicone in Summerland
- Jenny De Cesarei in Piranha 3DD
- Ilaria Latini in Medium
- Monica Vulcano in Malcolm
- Laura Amadei in Shark
- Eleonora Reti in Mad Men
- Gaia Bolognesi in The Glades